# Delias isse
Delias isse is een vlindersoort uit de familie van de Pieridae (witjes), onderfamilie Pierinae.
Delias isse werd in 1775 beschreven door Cramer.